# Bíbor japánbirs
A bíbor japánbirs (Chaenomeles × superba) a rózsavirágúak (Rosales) rendjébe, ezen belül a rózsafélék (Rosaceae) családjába tartozó termesztett hibridnövény, mely a valódi japánbirs (Chaenomeles japonica) és a pompás japánbirs (Chaenomeles speciosa) keresztezéséből jött létre.

## Megjelenése
A bíbor japánbirs lombhullató, általában tövises cserje, mely 150 centiméter magasra és körülbelül ugyanannyi szélesre nő meg. Számos ágat növeszt. A levelei egyszerűek, fényesen zöldek és 5 centiméter hosszúak, míg a virágai csésze alakúak, 3,5 centiméter átmérőjűek, 5 vörös szirommal és a középen sárga bibékkel. A virágok magányosan vagy kisebb csokorban nyílnak. Az 5 centiméter hosszú termése zöld vagy sárga, és ehető. Megporzását a méhek és egyéb rovarok végzik.

## Életmódja
A jó lefolyásos talajokat kedveli. Egyaránt megél a teljes Napsütésben, de a részleges árnyékban is. Igénytelen, könnyen szaporítható növény.

## Alakjai
- Chaenomeles × superba f. alba (Froebel ex Olbrich) Rehder
- Chaenomeles × superba f. perfecta (Froebel ex Olbrich) Rehder
- Chaenomeles × superba f. rosea (Froebel ex Olbrich) Rehder

## Képek

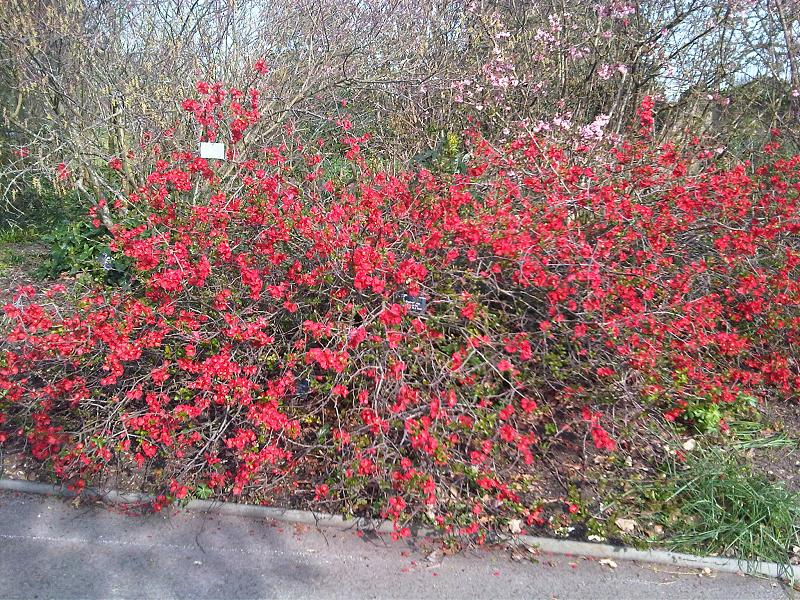
A cserjék
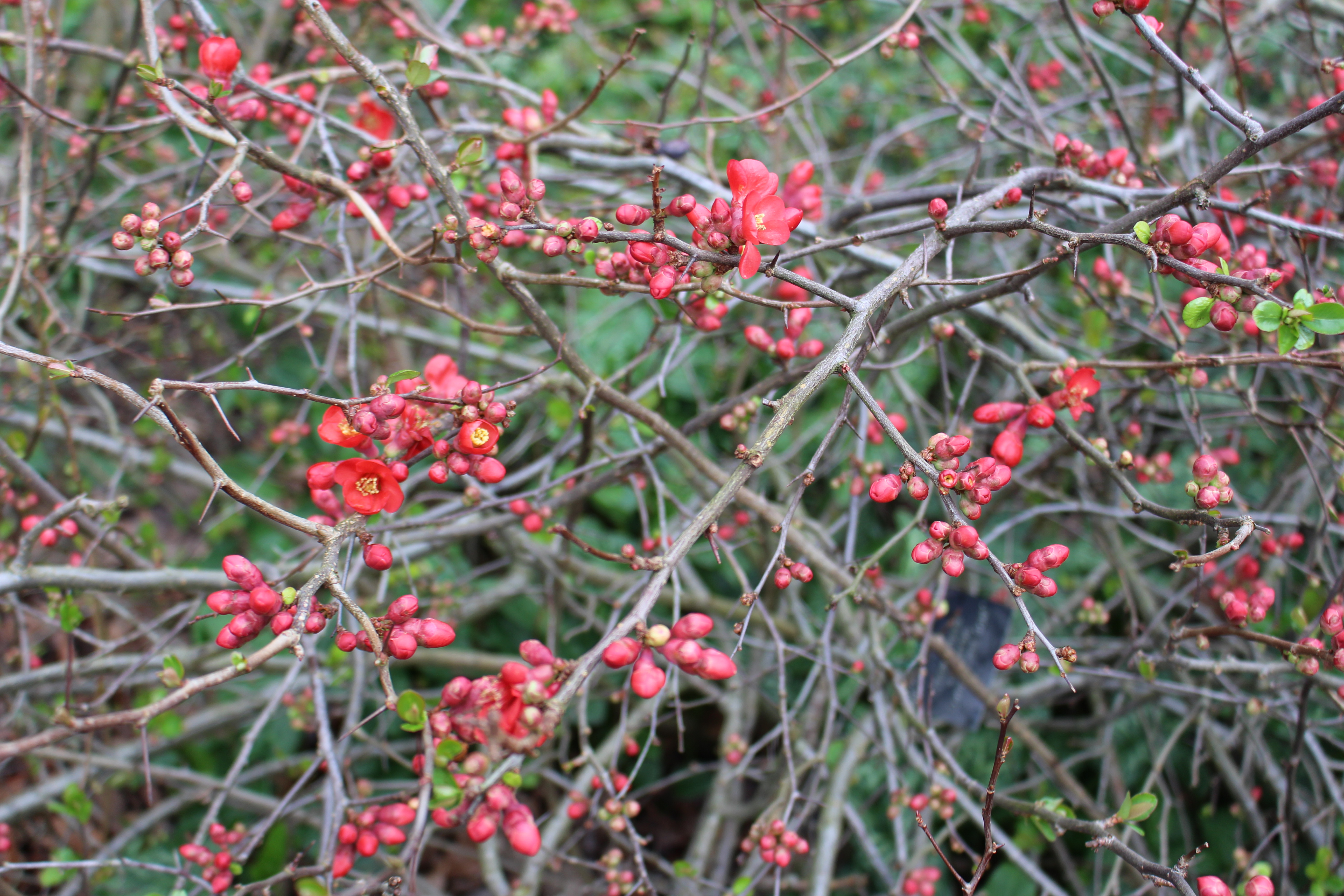
Számos ágat növeszt
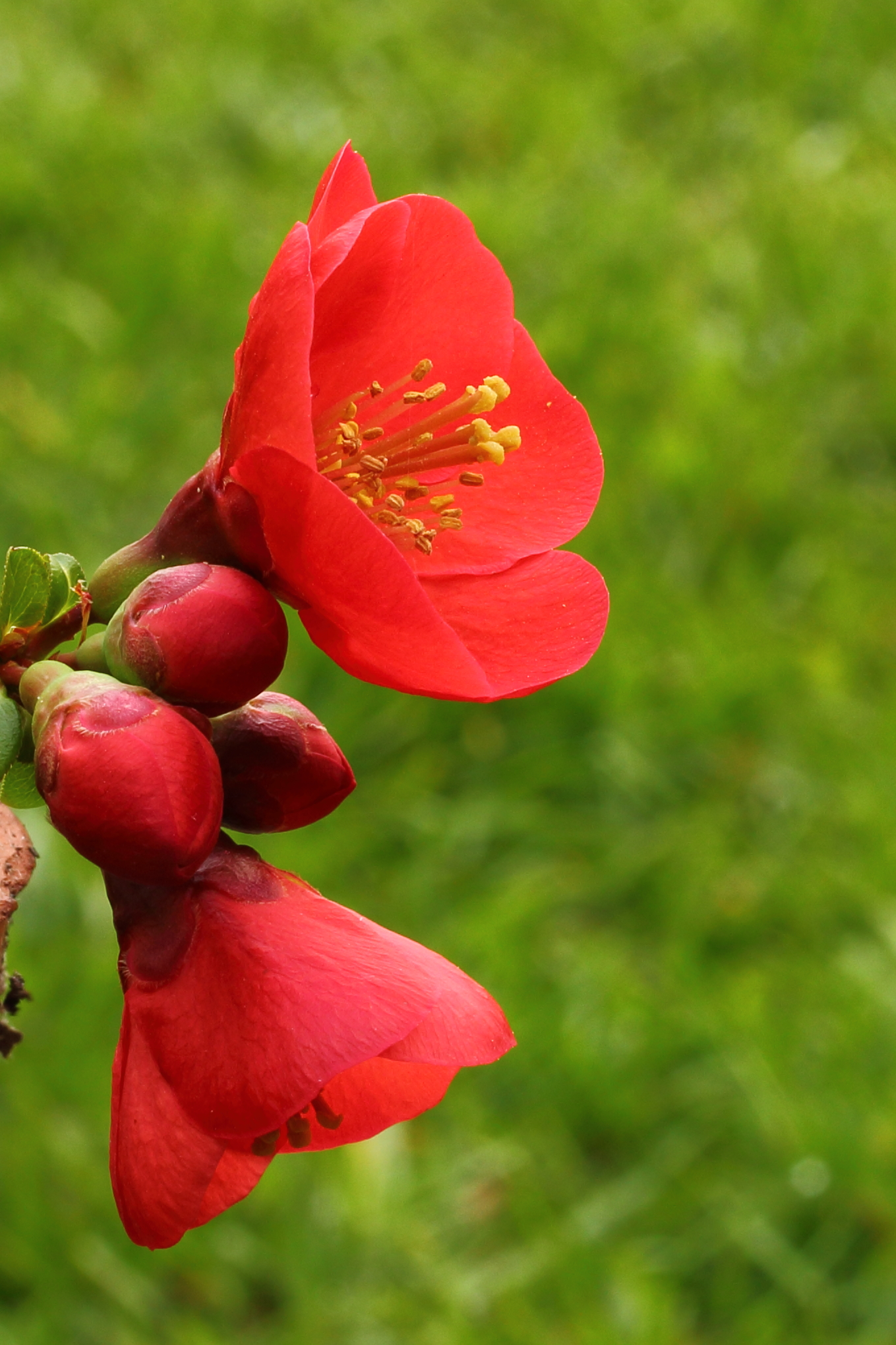
Virágai
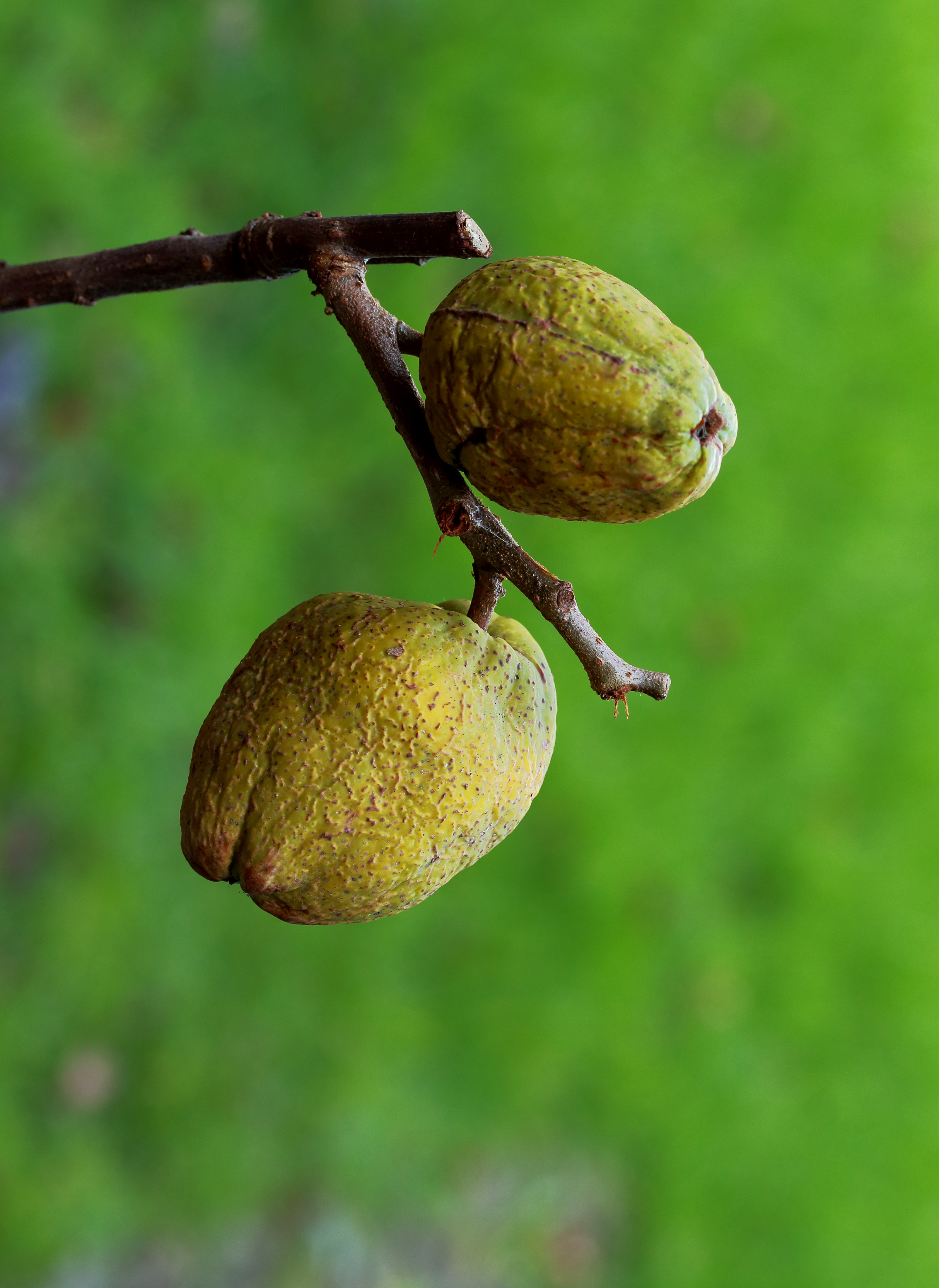
és termései
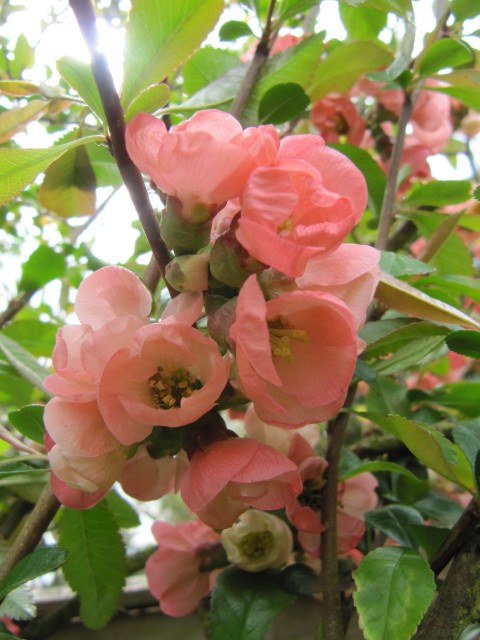
Chaenomeles × superba 'Pink Lady'